# Conioscinella pallidipes
Conioscinella pallidipes är en tvåvingeart som beskrevs av Oswald Duda 1934. Conioscinella pallidipes ingår i släktet Conioscinella och familjen fritflugor. Inga underarter finns listade i Catalogue of Life.